# (73869) 1997 AM11
(73869) 1997 AM11 – planetoida z pasa głównego asteroid okrążająca Słońce w ciągu 3,58 lat w średniej odległości 2,34 j.a. Odkryta 2 stycznia 1997 roku.